# Kilian Blum
Kilian Blum (* 25. Mai 1957) ist ein ehemaliger Schweizer Radrennfahrer.

## Sportliche Laufbahn
Blum wurde 1978 Mitglied der Nationalmannschaft im Strassenradsport und bestritt die Tour de l’Avenir (40. Gesamtrang). 1979 gewann er eine Etappe des Grand Prix Guillaume Tell und wurde Fünfter der Gesamtwertung. In der Rheinland-Pfalz-Rundfahrt 1979 gewann er den Prolog und eine Etappe. 1982 holte er einen weiteren Etappensieg im Grand Prix Guillaume Tell. 1981 siegte er im Eintagesrennen um die Meisterschaft von Zürich für Amateure vor Alfred Achermann. 1983 gewann er das Rennen erneut. In der Internationalen Rheinland-Pfalz-Rundfahrt 1982 gewann er die 7. Etappe.
1983 belegte Blum den 7. Platz im Milk Race. Die Internationale Friedensfahrt bestritt er 1979 und 1980. 1979 wurde er 31., 1980 34. der Gesamtwertung. 1982 wurde er bei Paris–Nizza, das in jener Saison auch für Amateure offen war, 38. im Endklassement. 1984 wurde er 36. in der Österreich-Rundfahrt.